# Raadgevend referendum
Een raadgevend referendum is een referendum dat door een groep burgers is aangevraagd, met als doel de volksvertegenwoordiging raad te geven omtrent een wetsvoorstel. Het is de tegenhanger van het raadplegend referendum, dat door de volksvertegenwoordiging wordt uitgeschreven om de mening van de burgers te raadplegen. 
De terminologie die wordt gebruikt over referenda wisselt per land. In Nederland wordt het begrip "raadgevend referendum" specifiek gebruikt om een type niet-bindend referendum aan te duiden, conform de Wet raadgevend referendum, en "correctief referendum" voor een type bindend referendum.